# Saksi
Saksi (svenska: "Vittne") är ett dagligt nyhetsprogram i den filippinska TV-kanalen GMA Network.  Det hade premiär 2 oktober 1995 och det är för närvarande nätverkets längst sända nyhetsprogram.  Det presenteras av Arnold Clavio och Pia Archangel. 

## Historia
Sändningar inledde 2 oktober 1995 med en original titel Saksi: GMA Headline Balita.  Programmet var då en 15-minutter nyhetssändning som var modellerat efter Am-radioprogram.   Mike Enriquez och Karen Davila blev första nyhetsankare.  
- 1996 - Mel Tiangco gick med Saksi som sin tredje nyhetsankare.  Programmet blev 30 minuter lång och flyttade till kl 18.00-tidsluckan från kl 17.30-tidsluckan.
- 1998 - Jay Sonza ersatte Enriquez som blev GMA Network News nyhetsankare.  Luchi Cruz-Valdez gick också med programmet.  Programmet blev 45 minuter lång.
- 1999 - Enriquez flyttade tillbaka till Saksi och blev nyhetsankare med Vicky Morales.
- 2000 - Programmet flyttade till det nybyggt GMA Network Center. Det började sin samsändning på GMA Networks AM-radiostation i Metro Manila, Super Radyo DZBB.
- 2002 - Saksi blev ett nattligt nyhetsprogram som började sändningar mellan kl 23 eller kl 23.30 varje natt.  Det vann Gold Medal för Best Newscast i den New York Festivalen.  Programsegmentet Side Trip med Howie Severino lanserades.
- 2004 - Arnold Clavio ersatte Enriquez som utnämndes 24 Oras nyhetsankare.  Programmet relanserades som Saksi: Liga ng Katotohanan.
- 2011 - Nyhetssegmentet Saksi Ako lanserades där tittare kan skapa sina egna rapporter med sina mobiltelefoner genom GMA:s Youscoop-plattform.
- 2013 - Programsegmentet Midnight Snack (senare blev Midnight Express) med Mikael Daez lanserades.
- 2014 - Pia Archangel ersatte Morales som gick med 24 Oras.[2]

## Programledare

### Nutid
- Arnold Clavio (sedan 2004)
- Pia Archangel (sedan 2014)

### Tidigare
- Mike Enriquez (1995-1998; 1999-2004; nu 24 Oras programledare)
- Karen Davila (1995–1998; nu hos ABS-CBN)
- Mel Tiangco (1996–1999; nu 24 Oras programledare)
- Jay Sonza (1998-1999)
- Luchi Cruz-Valdez (1998-1999; nu hos 5)
- Vicky Morales (1999-2014: nu 24 Oras programledare)